# Höchenschwand
Höchenschwand è un comune tedesco di 2 773 abitanti,, situato nel land del Baden-Württemberg.